# 克維特涅韋 (科羅斯特舍夫區)
50°18′44″N 29°16′47″E / 50.31222°N 29.27972°E
克維特涅韋（烏克蘭語：Квітневе）是烏克蘭北部的村莊，隸屬日托米爾州的日托米爾區。該村始建於1783年，面積2.96平方公里，海拔高度179米，2001年人口341，人口密度每平方公里115.36人。